# Jean-Paul Deschatelets
Jean-Paul Deschatelets (9 octobre 1912-11 décembre 1986) est un avocat et homme politique canadien du Québec.

## Biographie
Né à Montréal, il est élu député du Parti libéral dans la circonscription de Maisonneuve—Rosemont en 1953. Réélu en 1957, 1958, 1962 et en 1963, il ne se représente pas en 1965. Il est ministre des Travaux publics de 1963 à 1965.
En 1966, le premier ministre Lester Pearson le nomme sénateur de la division sénatoriale de Lauzon. Il assume le poste de président du Sénat de 1968 à 1972. Il démissionne en 1986 quelques mois avant son décès. Sa sépulture est située dans le cimetière Notre-Dame-des-Neiges, à Montréal.